# Palacio de los Sóviets
El Palacio de los Sóviets (en ruso: Дворец советов, Dvoréts Sovétov) fue un proyecto arquitectónico que propuso el gobierno de la Unión de Repúblicas Socialistas Soviéticas (URSS) en la década de 1930 para la ciudad de Moscú, pero que nunca llegó a realizarse. Se trataba de un colosal edificio administrativo que representaría el monumento supremo del estado socialista y estaría destinado, además, a alojar congresos, celebraciones, etc.
Tras la convocatoria del concurso de arquitectura (1931-1933), se plantearon varias propuestas de diferentes estilos, sobre todo constructivistas, aunque en la fase final del concurso se optó por el estilo conocido como "gran estilo" (Большой стиль). El proyecto final elegido de Borís Iofán, de acentos neoclásicos, fue luego reelaborado por Vladímir Schukó, Vladímir Helfreich y él mismo transformándolo en un gigantesco rascacielos. Si se hubiera construido, se habría convertido en la estructura más alta jamás construida en ese momento, con 415 metros de altura: en su coronación se colocaría una estatua de Lenin de 100 metros. Las obras comenzaron en 1937 y fueron interrumpidas por la invasión alemana de 1941. Entre 1941 y 1942, su estructura de acero fue desmontada y utilizada para fortificaciones y puentes. Las obras nunca se reanudaron y en 1958, los cimientos del palacio se convirtieron en una piscina al aire libre llamada piscina de Moscú, que se convertiría en la más grande del mundo. Finalmente, esta a su vez dará paso a la catedral, reconstruida en su ubicación inicial entre 1995 y 2000.
Una estación de metro cercana, inaugurada en 1935 como Palacio de los Soviets, pasó a llamarse Kropótkinskaya en 1957.

## Historia

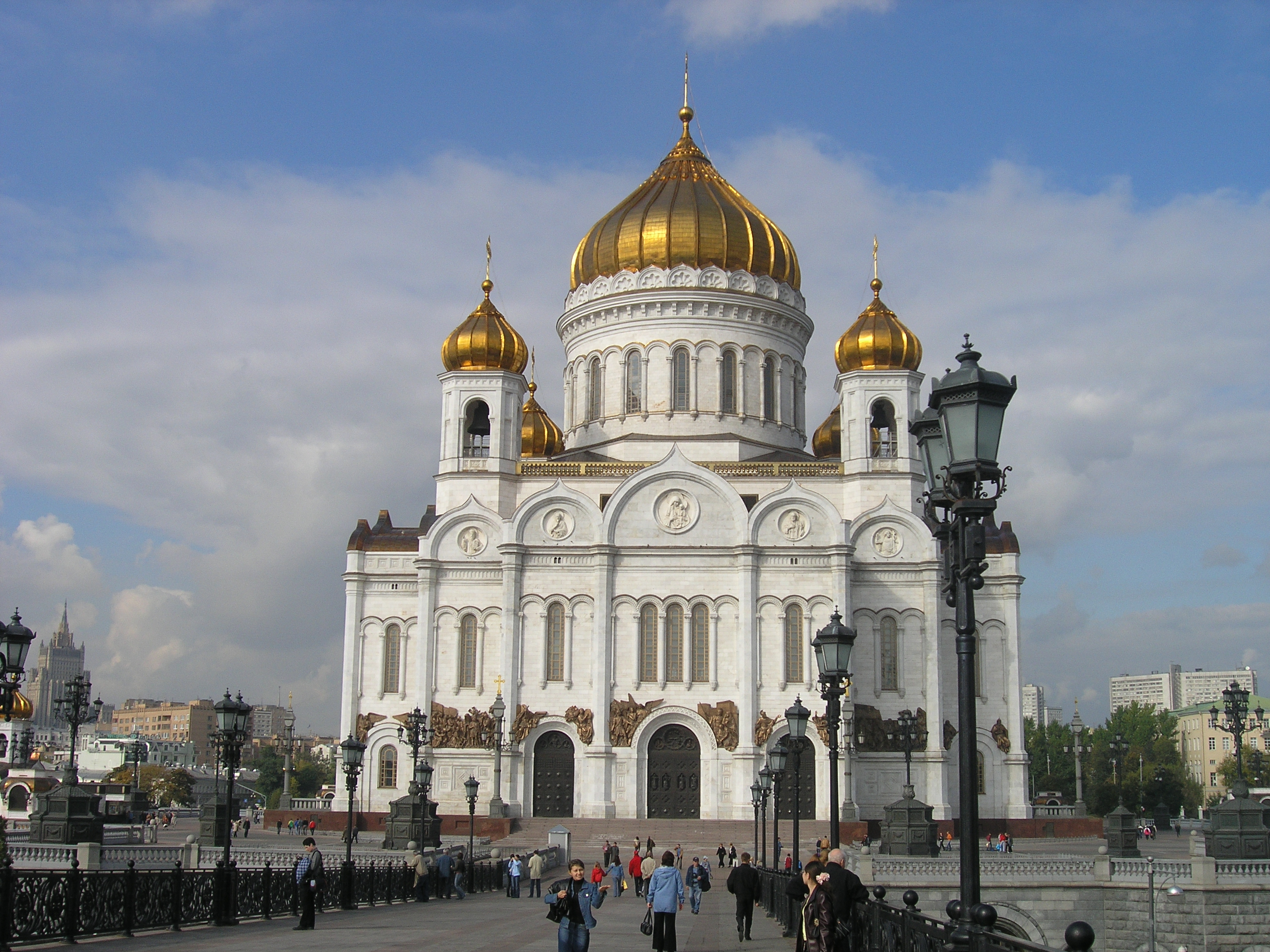
El edificio que precedió y sucedió el Palacio de los Soviets, la Catedral de Cristo Salvador.

### Trabajos complementarios
Los cimientos del palacio se habían excavado a finales de 1938 y se iniciaron las obras de acero. Despejar todo el sitio habría implicado retirar el Museo Pushkin, montarlo sobre rodillos y desplazarlo físicamente fuera del sitio de construcción.

## Características
El Palacio de los Sóviets sería la mayor construcción del mundo. De acuerdo con el proyecto inicial, la altura sería de 415 m, la anchura de 250 m y la longitud de más de 500 m. La apoteosis de este rascacielos sería la de tener una estatua de Lenin de 100 m de altura y un peso de 6000 toneladas. El dedo índice de la estatua tendría 6 m de longitud y los hombros medirían 32 m. Para suministrar la enorme cantidad de materiales y componentes necesarios para una construcción a esta escala, se instalaron varias fábricas en Rusia.

## Controversia
Los críticos de la arquitectura europeos reaccionaron furiosos ante esta decisión. Le Corbusier y Sigfried Giedion, que dominaban el CIAM, protestaron ante Stalin, utilizando una retórica comunista, que la «decisión del soviet es un insulto al espíritu de la Revolución y al plan quinquenal... es una traición trágica».

## Legado

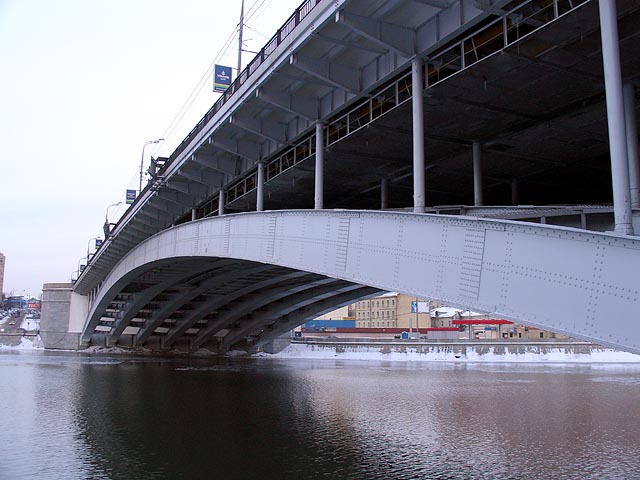
Puente en Moscú el cual se construyó a partir de la estructura de acero de este edificio

Las partes de la estructura de acero del palacio se reutilizaron para fortificaciones y puentes, y los cimientos se convirtieron en la piscina de Moscú, la piscina al aire libre más grande del mundo, en 1958.
Se conservan numerosas maquetas y otros registros originales, además de muchos otros que han ejecutado diferentes arquitectos y maquetistas, el más destacado de los cuales es el realizado a finales de los años 1990 el arquitecto japonés Takehiko Nagakura por medio de una animación virtual de este proyecto.